# Baetisca rubescens
Baetisca rubescens är en dagsländeart som först beskrevs av Léon Abel Provancher 1878.  Baetisca rubescens ingår i släktet Baetisca och familjen Baetiscidae. Inga underarter finns listade i Catalogue of Life.